# 多脉四照花
多脉四照花（学名：Cornus multinervosa）是山茱萸科山茱萸属的植物，是中国的特有植物。分布于中国大陆的四川、云南等地，生长于海拔1,100米至3,100米的地区，常生于森林中，目前尚未由人工引种栽培。

## 别名
巴蜀四照花（植物分类学报）